# Lucas Matías Licht
Lucas Matías Licht (Rosario, 6 d'abril de 1981) és un futbolista argentí que juga actualment al Gimnasia de la Plata.